# Zygostates alleniana
Zygostates alleniana är en orkidéart som beskrevs av Friedrich Fritz Wilhelm Ludwig Kraenzlin. Zygostates alleniana ingår i släktet Zygostates och familjen orkidéer. Inga underarter finns listade i Catalogue of Life.